# حجل طويل المنقار
حجل طويل المنقار (الاسم العلمي: Rhizothera longirostris) هو نوع من أسرة حجلاوات.